# 日本空手道松濤館流秀修館
日本空手道松濤館流秀修館（にほんからてどうしょうとうかんりゅうしゅうしゅうかん）は、空手の松涛館流の会派団体のひとつ。

## 概要
日本空手道松濤館流秀修館は、昭和50年（1975年）に杉守吉之輔(全日本空手道連盟公認八段位)が岡山県岡山市に開いた道場。岡山市南輝を総本部とし、岡山県内に10の支部、ドイツに1支部がある。門弟約300人。
全日本空手道松涛館に加盟している。

## 支部
- 妹尾支部
- 岡山南支部
- 山陽支部
- 岡山中央支部
- 南方支部
- 上道支部
- 瀬戸内支部
- 日生支部
- 赤穂支部
- 浜野支部
- 南方支部
- ドイツ支部